# Isao Nakauchi
Isao Nakauchi (中内 功) (2 août 1922 à Osaka - 19 septembre 2005) est le fondateur de Daiei.

## Biographie
Isao Nakauchi sert aux Philippines en tant que fantassin pendant la Seconde Guerre mondiale. 
Son empire commence à Osaka en 1957, et conduit à la création de supermarchés de "style américain" au Japon. En 1972, il dirige la plus grande entreprise de supermarchés au Japon, est propriétaire d'un magasin à Hawaï et d'une équipe de baseball.
Les années 1980 s’avèrent plus difficiles pour l'entreprise et les dettes augmentent. Nakauchi démissionne de ses fonctions en 2002 et, en 2004, il vend ses actions dans la société. En 2005, il meurt d'un arrêt cardiaque, selon l'Université des Sciences du Marketing et de la Distribution de Kobe, qu'il avait fondée.